# Raquetebol nos Jogos Pan-Americanos de 2015 - Equipes masculinas
A competição por equipes masculinas foi um dos eventos do raquetebol nos Jogos Pan-Americanos de 2015, em Toronto. Foi disputada no Centro de Exposições entre os dias 24 e 26 de julho.

## Calendário
Horário local (UTC-4).
| Data        | Horário | Fase             |
| ----------- | ------- | ---------------- |
| 24 de julho | 15:05   | Oitavas de final |
| 25 de julho | 9:50    | Quartas de final |
| 25 de julho | 17:05   | Semifinal        |
| 26 de julho | 9:05    | Final            |

## Medalhistas
|  | MEX México                                     |  | USA Estados Unidos                                   |  | CAN Canadá                                          |  | BOL Bolívia                                  |
|  | Álvaro Beltrán Daniel De La Rosa Javier Moreno |  | Jansen Allen Jake Bredenbeck Rocky Carson Jose Rojas |  | Vincent Gagnon Mike Green Coby Iwaasa Tim Landeryou |  | Carlos Keller Roland Keller Conrrado Moscoso |

## Resultados
| Oitavas de final | Oitavas de final | Oitavas de final | Oitavas de final | Oitavas de final |  |  | Quartas de final | Quartas de final           | Quartas de final | Quartas de final | Quartas de final |  |  | Semifinal | Semifinal            | Semifinal | Semifinal | Semifinal |  |  | Final | Final                | Final | Final | Final |
|                  |                  |                  |                  |                  |  |  |                  |                            |                  |                  |                  |  |  |           |                      |           |           |           |  |  |       |                      |       |       |       |
|                  |                  |                  |                  |                  |  |  |                  |                            |                  |                  |                  |  |  |           |                      |           |           |           |  |  |       |                      |       |       |       |
|                  |                  |                  |                  |                  |  |  |                  | Estados Unidos (USA)       | 2                | 2                |                  |  |  |           |                      |           |           |           |  |  |       |                      |       |       |       |
|                  | Guatemala (GUA)  | 1                | 2                | 0                |  |  |                  | Venezuela (VEN)            | 0                | 0                |                  |  |  |           |                      |           |           |           |  |  |       |                      |       |       |       |
|                  | Venezuela (VEN)  | 2                | 1                | 2                |  |  |                  |                            |                  |                  |                  |  |  |           | Estados Unidos (USA) | 2         | 0         | 2         |  |  |       |                      |       |       |       |
|                  |                  |                  |                  |                  |  |  |                  |                            |                  |                  |                  |  |  |           | Canadá (CAN)         | 0         | 2         | 0         |  |  |       |                      |       |       |       |
|                  |                  |                  |                  |                  |  |  |                  | República Dominicana (DOM) | 0                | 2                | 0                |  |  |           |                      |           |           |           |  |  |       |                      |       |       |       |
|                  |                  |                  |                  |                  |  |  |                  | Canadá (CAN)               | 2                | 1                | 2                |  |  |           |                      |           |           |           |  |  |       |                      |       |       |       |
|                  |                  |                  |                  |                  |  |  |                  |                            |                  |                  |                  |  |  |           |                      |           |           |           |  |  |       | Estados Unidos (USA) | 0     | 0     |       |
|                  |                  |                  |                  |                  |  |  |                  |                            |                  |                  |                  |  |  |           |                      |           |           |           |  |  |       | México (MEX)         | 2     | 2     |       |
|                  |                  |                  |                  |                  |  |  |                  | Bolívia (BOL)              | 2                | 2                |                  |  |  |           |                      |           |           |           |  |  |       |                      |       |       |       |
|                  | Equador (ECU)    |                  |                  |                  |  |  |                  | Colômbia (COL)             | 0                | 1                |                  |  |  |           |                      |           |           |           |  |  |       |                      |       |       |       |
|                  | Colômbia (COL)   | WO               |                  |                  |  |  |                  |                            |                  |                  |                  |  |  |           | Bolívia (BOL)        | 0         | 2         | 1         |  |  |       |                      |       |       |       |
|                  | Costa Rica (CRC) | 2                | 0                | 2                |  |  |                  |                            |                  |                  |                  |  |  |           | México (MEX)         | 2         | 1         | 2         |  |  |       |                      |       |       |       |
|                  | Argentina (ARG)  | 1                | 2                | 1                |  |  |                  | Costa Rica (CRC)           | 1                | 2                | 1                |  |  |           |                      |           |           |           |  |  |       |                      |       |       |       |
|                  |                  |                  |                  |                  |  |  |                  | México (MEX)               | 2                | 0                | 2                |  |  |           |                      |           |           |           |  |  |       |                      |       |       |       |
|                  |                  |                  |                  |                  |  |  |                  |                            |                  |                  |                  |  |  |           |                      |           |           |           |  |  |       |                      |       |       |       |

## Colocação final
| Pos.              | Nacionalidade              | Equipe                                                   |
| ----------------- | -------------------------- | -------------------------------------------------------- |
| Medalha de ouro   | México (MEX)               | Álvaro Beltrán Daniel De La Rosa Javier Moreno           |
| Medalha de prata  | Estados Unidos (USA)       | Jansen Allen Jake Bredenbeck Rocky Carson Jose Rojas     |
| Medalha de bronze | Canadá (CAN)               | Vincent Gagnon Mike Green Coby Iwaasa Tim Landeryou      |
| Medalha de bronze | Bolívia (BOL)              | Carlos Keller Roland Keller Conrrado Moscoso             |
| 5                 | Venezuela (VEN)            | Cesar Castillo Cesar Castro                              |
| 5                 | República Dominicana (DOM) | Ramón de León Luis Pérez                                 |
| 5                 | Colômbia (COL)             | Set De Jesus Cubillos Sebastian Franco Alejandro Herrera |
| 5                 | Costa Rica (CRC)           | Andres Acuña Felipe Camacho Teobaldo Fumero              |
| 9                 | Guatemala (GUA)            | Edwin Galicia Christian Wer                              |
| 9                 | Equador (ECU)              | Jose Alvarez Fernando Rios                               |
| 9                 | Argentina (ARG)            | Daniel Maggi Shai Manzuri                                |